# Telenomeuta inconspicua
Telenomeuta inconspicua är en fjärilsart som beskrevs av Max Joseph Bastelberger 1909. Telenomeuta inconspicua ingår i släktet Telenomeuta och familjen mätare. Inga underarter finns listade i Catalogue of Life.